# NGC 432
NGC 432 là một thiên hà dạng hạt đậu loại S0 ^ - nằm trong chòm sao Đỗ Quyên. Nó được phát hiện vào ngày 6 tháng 10 năm 1834 bởi John Herschel. Nó được Dreyer mô tả là "mờ nhạt, nhỏ, tròn, dần sáng hơn ở giữa, ngôi sao cường độ 12 về phía đông".